# Goran Pandurović
Goran Pandurović (cyr.: Горан Пандуровић, ur. 16 lipca 1963 w Užicach) – serbski piłkarz występujący na pozycji bramkarza. Reprezentant Jugosławii.

## Kariera klubowa
Pandurović karierę rozpoczynał w sezonie 1985/1986 w zespole FK Sloboda Užice, grającym w drugiej lidze jugosłowiańskiej. W sezonie 1987/1988 grał w Šumadiji Aranđelovac, ale potem wrócił do Slobody. W 1989 roku został graczem pierwszoligowego Partizana. W sezonie 1991/1992 wywalczył z nim wicemistrzostwo Jugosławii oraz Puchar Jugosławii. Po rozpadzie Jugosławii, od sezonu 1992/1993 wraz z Partizanem występował w pierwszej lidze FR Jugosławii. Wywalczył z nim dwa mistrzostwa Jugosławii (1993, 1994), wicemistrzostwo Jugosławii (1995) oraz Puchar Jugosławii (1994).
W 1995 roku Pandurović został graczem francuskiego Stade Rennais. W Division 1 zadebiutował 26 lipca 1995 w wygranym 3:2 meczu z AS Cannes. Przez trzy sezony w barwach Stade Rennais rozegrał 59 spotkań. W 1998 roku zakończył karierę.

## Kariera reprezentacyjna
W reprezentacji Jugosławii Pandurović zadebiutował 23 grudnia 1994 w przegranym 0:2 towarzyskim meczu z Brazylią. W latach 1994–1995 w drużynie narodowej rozegrał 4 spotkania.